# Publicación anual

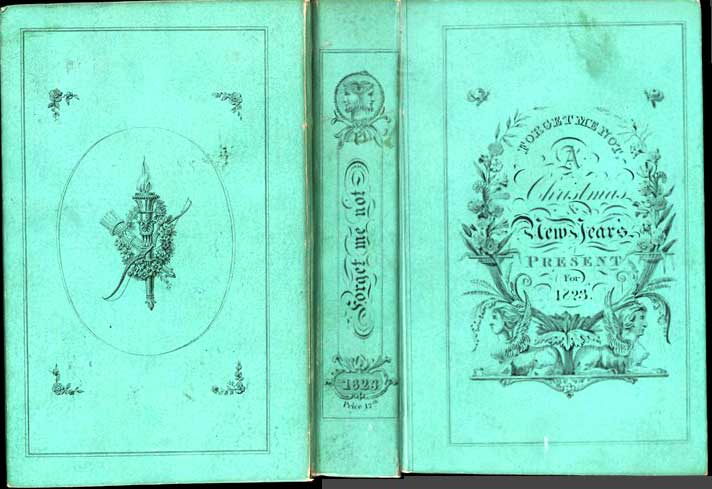
Uno de los primeros anuarios 1822/3

Publicación anual, usualmente llamada simplemente "anuario", es un tipo de publicación periódica emitida una vez al año. Aunque las definiciones pueden variar, los tipos de publicaciones anuales incluyen calendarios y almanaques, anuarios, reportes anuales, actas y transacciones y anuarios literarios. Una publicación semanal o mensual puede generar una anual con contenidos similares a la publicación regular. Algunas enciclopedias han publicado anexos o suplementos que esencialmente resumen las noticias del año que finaliza, similar a los anuarios de algunos periódicos.
Para las librerías y coleccionistas, los anuarios solo son los que presentan un reto en cuanto a tamaño grande, pequeño o chico (decenas o cientos de volúmenes) y a qué tan completos pueden estar (adquirir una secuencia sin volúmenes faltantes). Estos se manejan de manera similar a las publicaciones seriales, las cuales normalmente constan de un registro único del título en un catálogo de biblioteca, no por cada año. Este registro debe indicar que volúmenes (años) se tienen.
A mediados y finales del siglo veinte se observó un abrupto incremento en la publicación de anuarios, para reportar resultados científicos y proveer una visión de conjunto, en temas cada vez más especializados y en el resumen popular.

## Historia

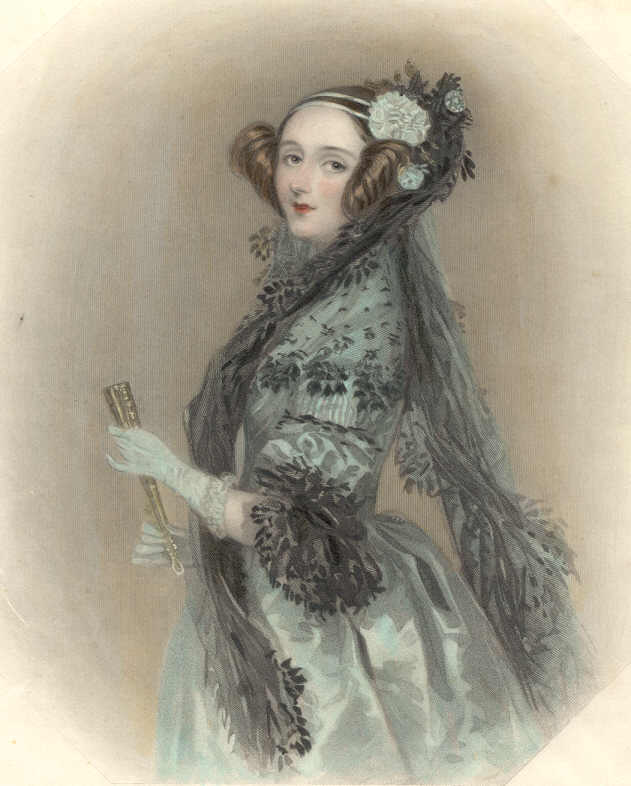
Un aguafuerte pintado a mano con pintura de agua por William Henry Mote

Una nueva forma de trabajo literario llamado "Anuario literario" (Literary Annual en inglés) se puso de moda alrededor de 1823 hasta 1857 y se volvió tan popular que se publicaba hasta 17 veces por año. La realeza inglesa aumento su popularidad, estos se parecían a muchos libros de literatura que solo se producen para campi universitarios actualmente, excepto que contenían un gran número de aguafuertes de hermosas mujeres en placas de acero —Eran las revistas de moda—. Más tarde se convirtió en moda colorear dichas placas con pinturas de agua y los "anuarios" se volvieron los primeros libros de colorear. Después hubo una reacción en contra de la "belleza", lo que terminó la moda y por consecuencia los aguafuertes en los libros.
"El anuario" fue una moda ampliamente extendida de 1824 hasta 1857 que se inició en Inglaterra pero se coló a los Estados Unidos. Las placas de acero de los años 20 permitieron a los editores producir imágenes en masa. Lo que inició como un "libro anual" o un regalo para las festividades, se convirtió en algo que tuvo hasta 17 ediciones a lo largo del año (aun así se les llamaba anuarios). La condesa Blessington y otras mujeres de la realeza contribuyeron a dichos trabajos y alteraron la moda, a la cual algunas veces se le denominaba "belleza" ya que estas placas muchas veces definían dicho concepto.
En un libro, cuando la placa de acero se dañaba, la imagen de otra mujer simplemente tomaba su lugar. Las ilustraciones muchas veces no tenían nada que ver con el texto, este texto por lo regular era de mala calidad; "The American Book of Beauty" contenida la historia de tortura en prisión con la imagen de una bella mujer con un perro faldero, también tenía muchas copias en las que los retratos tenían un orden diferente. Una edición de "The Heath's Book of Beauty" era un proyecto universitario que contenía poemas, historias cortas, etc.
1826 no fue un buen año para los anuarios debido al Pánico de 1825. En la década de 1830 se puede encontrar un poema sarcástico de Thomas Hood sobre los anuarios ("The Battle of the Annuals"). Las acuarelas se volvieron populares en 1830 y los aguafuerte en blanco y negro se convirtieron en los libros para colorear de hoy en día. Más tarde en 1842 en el Volumen 1, página 521 de Illustrated London News se publicaron imágenes sarcásticas burlándose de los anuarios. En 1844 hubo un artículo que se refería a ellos como una manía idiota, finalmente el Obituario del anuario apareció en "the Art Journal" de 1857. La muerte de los anuarios y las nuevas técnicas fotográficas que reemplazaron al aguafuerte terminaron con las carreras de la mayoría de los grabadores.

## Anuarios o libros anuales
Otra acepción del anuario es la de un volumen que resume los eventos del año pasado. Uno de los primeros es The Annual Register, publicado en Londres desde 1758. Uno de los precursores fue The Political State of Great Britain (38 volumes, 1711–29) de Abel Boyer, mientras que ejemplos más recientes incluyen The Statesman's Yearbook (desde 1864) y Daily Mail Year Book (desde 1901). Dos de los primeros títulos alemanes fueron Europäischer Geschichtskalender, fundado en 1861 por Heinrich Schulthess, y Historisch-politische Jahresübersicht (28 volumes, 1908–1936) de Gottlob Egelhaaf.
- Todas las páginas que comienzan por «Anuario».

## Cómics
En el caso de los cómics, un anuario es considerado como una serie separada para propósitos de numeración y colección; un "Anuario" periódico particular tendrá su propia serie numeración o se identificará por su año de publicación (como The Amazing Spider-Man '99 Annual). Un anuario de cómic normalmente tiene un número mayor de páginas que su contraparte mensual, dando espacio para una historia más larga, múltiples historias en un solo anuario y/o material "extra" que las series mensuales no pueden publicar por falta de espacio. Estos "extras" pueden incluir información biográfica de los personajes, pin-ups de los personajes que abarcan un a página completa, reimpresiones de material publicado en el pasado o historias cortas completamente nuevas (llamadas historias complementarias, de apoyo o "back-up"). Un anuario como un todo fue considerado alguna vez como un "extra", proveyendo material extra en complemento a los doce números por año de una serie mensual.
Los anuarios de cómics originalmente eran un poco más que la reimpresión de álbumes, representando historias que se habían visto por primera vez en su contra parte mensual, pero eventualmente esto cambió a anuarios que presentaban material completamente inédito. Más tarde los anuarios presentaban historias con una mayor importancia para los personajes que en la publicación mensual, reflejando así el estatus "especial" de dicha publicación. Los anuarios ocasionalmente presentaban el final de una línea de historia en la publicación mensual; por el contrario, muchos anuarios exhibirían historias únicas (stand-alone stories) que no concordaban con la línea de historia de las entonces series mensuales.
A finales de la década de 1980 y gran parte de la de 1990, anuarios publicados por Marvel Comics y DC Comics usualmente se lanzaban en el verano y casi siempre tenían un tema en común; ya fuera que las historias se escribieran por separado alrededor de un tema similar o un "crossover" trayendo a muchos personajes de diferentes publicaciones a una sola línea de historia para un solo evento. De los anteriores, los mejor conocidos podrían ser DC Comics' Elseworlds annuals, en los que aparecían historias de realidades alternas en los que personajes de DC participaban. Un ejemplo de estos es Batman: Thrillkiller, una miniserie de tres publicaciones y un especial en que Batman se alía con Batgirl. 
En el caso de los anuarios "crossover", el número de personajes y anuarios involucrados en un crossover variaba; algunos abarcaban la compañía entera, incorporando virtualmente a cada personaje en el universo compartido de la editorial cuyas series tenían una edición anual. Muchas otras utilizaban grupos pequeños de personajes, casi siempre aquellos cuyas series tuvieran algún tipo de conexión en sus historias(tales como series en las que aparecían miembros de equipos o "familias extendidas" de personajes, ejemplos de esto son los X-Men y the Avengers de Marvel o la Liga de la justicia y los Teen Titans) de DC.
Los anuarios publicados por DC y particularmente por Marvel se tornaron escasos a finales de los años 90 principalmente debido al casi colapso de la industria del cómic en el auge de the speculator boom; los anuarios se veían como un riesgo innecesario en un ambiente en el que muchas publicaciones mensuales estaban en peligro de cancelación debido a la falta de ventas (especialmente Marvel, que había sido clasificada en bancarrota durante este periodo). Cuando la industria comenzó a recuperarse, los anuarios comenzaron a reaparecer ocasionalmente, pero por ningún medio regularmente como antes del colapso cuando las series numeradas de anuarios habían alcanzado a los adolescentes y personas en sus veinte, indicando alrededor de una década de publicaciones regulares.

### Reino Unido
En Reino Unido, un gran número de anuarios son publicados poco antes del final de cada año por compañías tales como D.C. Thomson, Egmont (antes IPC Media/Fleetway y Rebellion que se enfocaban al mercado navideño. Estos anuarios son generalmente grandes libros con cubiertas duras con alrededor de 100 páginas y contenido muy colorido, normalmente se les imprime con la fecha del próximo año para asegurar que las personas que archivan no los quiten de los anaqueles inmediatamente después de año nuevo.
Uno de los primeros anuarios se imprimió en 1822, Frederic Shoberl era el editor fundador de ‘'The Forget-me-not'’ de Ackermann el cual fue un "anuario pionero", una nueva publicación en Inglaterra. Shoberl continuó editando el anuario hasta 1834. Un anuario junior The juvenile Forget-me-not se publicó desde 1828.
Por muchos años hasta cerca del colapso del mercado de cómics infantiles británicos, un anuario se debía publicar cada año por cada uno de los títulos de cómic publicados por Thomson y IPC Media/Fleetway, en el que se narraban aventuras extras de los personajes anteriores y actuales además de material adicional en forma de rompecabezas, artículos escritos, etc. Los anuarios casi siempre fueron publicados para cómics que ya no estaban en circulación o que habían sido absorbidos por otros títulos, por ejemplo: los anuarios de Scorcher aún se publican diez años después de que el mismo fuera absorbido por Tiger. Hoy en día, esta sección del mercado ha sido reducido a solo un puñado de títulos supervivientes.
Por otra parte, los anuarios casi siempre se centraron en deportes, juguetes, celebridades de actualidad, películas de reciente estreno y series populares de televisión. Los anuarios británicos también se publicación con la participación de personajes estadounidenses como Spider-Man, con un enfoque a lectores jóvenes . Así como los gustos en estas áreas cambian también lo hacen los títulos que se lanzan cada año. El creciente énfasis en los anuarios de este tipo en años recientes significa que las ventas se mantienen fuertes y de hecho se han duplicado entre los años 1998 a 2005means
Algunos anuarios se han vuelto extremadamente coleccionables, especialmente The Beano, The Dandy, Rupert y The Eagle.